# Parthenium ligulatum
Parthenium ligulatum là một loài thực vật có hoa trong họ Cúc. Loài này được (M.E.Jones) Barneby mô tả khoa học đầu tiên năm 1947.